# Gäddgölen (Blåviks socken, Östergötland)
Gäddgölen är en sjö i Boxholms kommun i Östergötland och ingår i Motala ströms huvudavrinningsområde.